# Naila Janjgir
Naila Janjgir es una ciudad de la India capital del distrito de Janjgir Champa, en el estado de Chhattisgarh.

## Geografía
Se encuentra a una altitud de 274 m s. n. m. a 161 km de la capital estatal, Raipur, en la zona horaria UTC +5:30.

## Demografía
Según estimación 2012 contaba con una población de 45 495 habitantes.